# Batalla de Penco
La batalla de Penco fue un enfrentamiento militar ocurrido el 12 de marzo de 1550 entre las fuerzas españolas a cargo del conquistador Pedro de Valdivia y las mapuches del toqui Ainavillo.

## Antecedentes
Luego de la batalla de Quilacura de febrero de 1546, Pedro de Valdivia decide retirarse a Santiago al ver las fuerzas superiores mapuches. Sin embargo regresará cuatro años después, en cuanto logre reunir un mayor número de soldados. En enero de 1550 Valdivia salió de Santiago con poco más de 200 españoles y un cuerpo auxiliar al mando del cacique picunche Michimalonco. 
El 22 de febrero de 1550 se enfrentaron las fuerzas españolas de Pedro de Valdivia y las mapuches de Ainavillo en la Batalla de Andalién, en las cercanías de la actual ciudad de Concepción, y que finalizó con una victoria española. Como consecuencia de esta batalla, Valdivia construyó un fuerte en Penco, para estar preparados para próximos ataques. A Valdivia le tomó ocho días construir una zanja de doce pies de profundidad y tras ella una pared de mil quinientos pasos de longitud hecha con la tierra extraída en la excavación. 
El toqui Ainavillo, tras la derrota, reunió unos 10 mil guerreros de Arauco y otros cinco mil de Tucapel, y con estas fuerzas planeó un ataque contra el fuerte español de Penco.

## La batalla
El 12 de marzo, un ejército de sesenta mil guerreros, según las fuentes de la época, al mando de Ainavillo avanzó contra la fortaleza en Penco en tres divisiones separadas, con 5000 escaramuzadores dirigiendo su avance. La rodearon y sitiaron, pero estaban imposibilitados de asaltarla. Lanzaron flechas y piedras contra los defensores, estos últimos esperaban que los indígenas les presentaran batalla en campo abierto para poder usar su caballería.
Los conquistadores, ya conocedores de Ainavillo lo vieron en el campo y Jerónimo de Alderete sin permiso de su comandante cargó contra él. Sin embargo, el toqui ordenó cerrar filas y le rechazó. Viendo el riesgo para Alderete, el gobernador mandó a la caballería de Villagra en su ayuda. Ambos españoles reorganizaron a sus jinetes y arrasaron con las fuerzas de Ainavillo, aún en desorden tras la primera carga. Los mapuches huyeron por un terreno imposible de transitar para la caballería o la infantería hispana, por lo que dejaron a sus yanaconas la labor de perseguirles. En el campo de batalla quedaron los cuerpos de hasta 4000 indígenas y cerca de 200 prisioneros, cerca de 300 murieron solo en las cargas de la caballería española. Valdivia para dar un escarmiento les cortó una mano y la nariz a cada prisionero para luego soltarlos.

## Consecuencias
Valdivia permaneció todo ese año de 1550 en el fuerte de Penco fundando formalmente Santa María De La Inmaculada Concepción, el cual sería el tercer poblado importante después de la Serena y Santiago. Con la victoria en la Batalla de Penco, este territorio pasa a ser cuartel general principal en la Guerra de Arauco. 
En febrero de 1551 Valdivia reemprendió la campaña desde Concepción con 170 soldados, llegando hasta las márgenes del río Cautín. Allí funda un fuerte cercano al tributario Río Damas, La Imperial, dejando encargado a Pedro de Villagra la misión de terminarlo. Pronto se habrían de fundar nuevas ciudades en el territorio mapuche.